# William Douglas Francis
Pour les articles homonymes, voir Francis.
William Douglas Francis (né le 6 mars 1889 à Bega - mort le 2 janvier 1959 à Brisbane) est un botaniste australien.
En 1919, il entre au Queensland Herbarium où il restera jusqu'à sa retraite en 1954. Il est surtout connu pour ses travaux sur la classification et l'identification des espèces des forêts tropicales humides. Son herbier est conservé à Brisbane.

## Publications
- Australian Rain-Forest Trees, Sidney, 1929, réédité en 1951.